# Kalendarium historii Gdyni

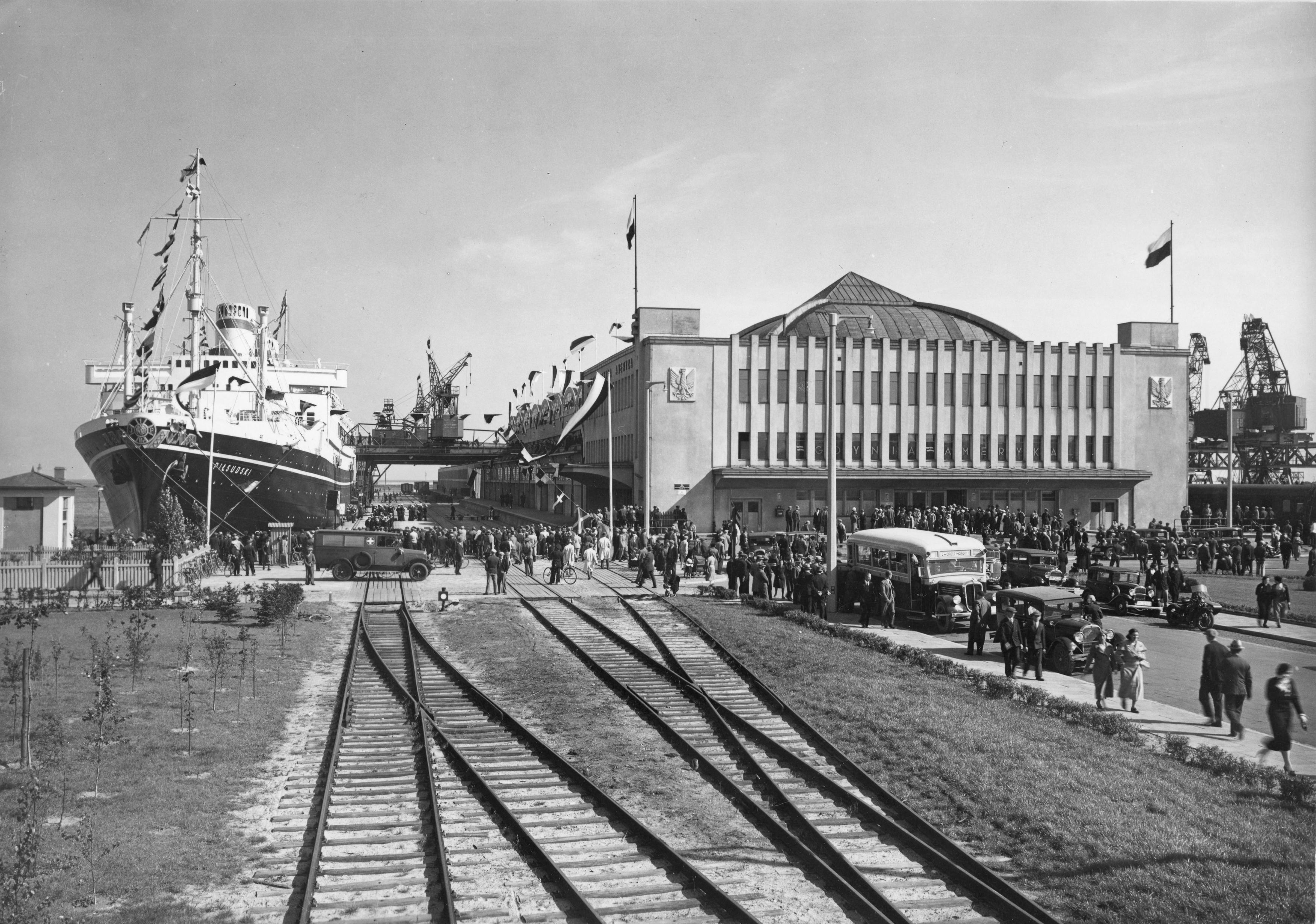
MS Piłsudski przy Dworcu Morskim

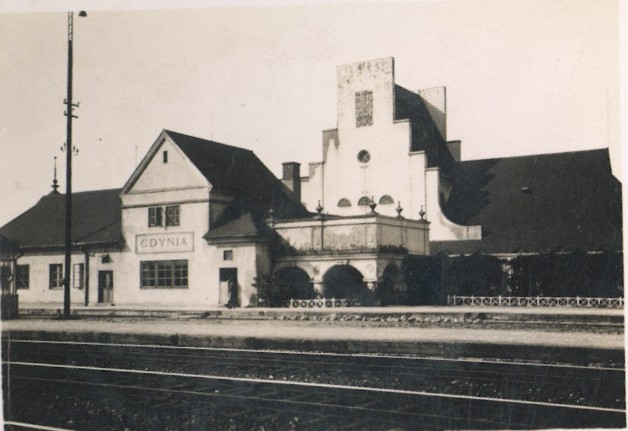
Nieistniejący obecnie dworzec kolejowy z 1923 r.

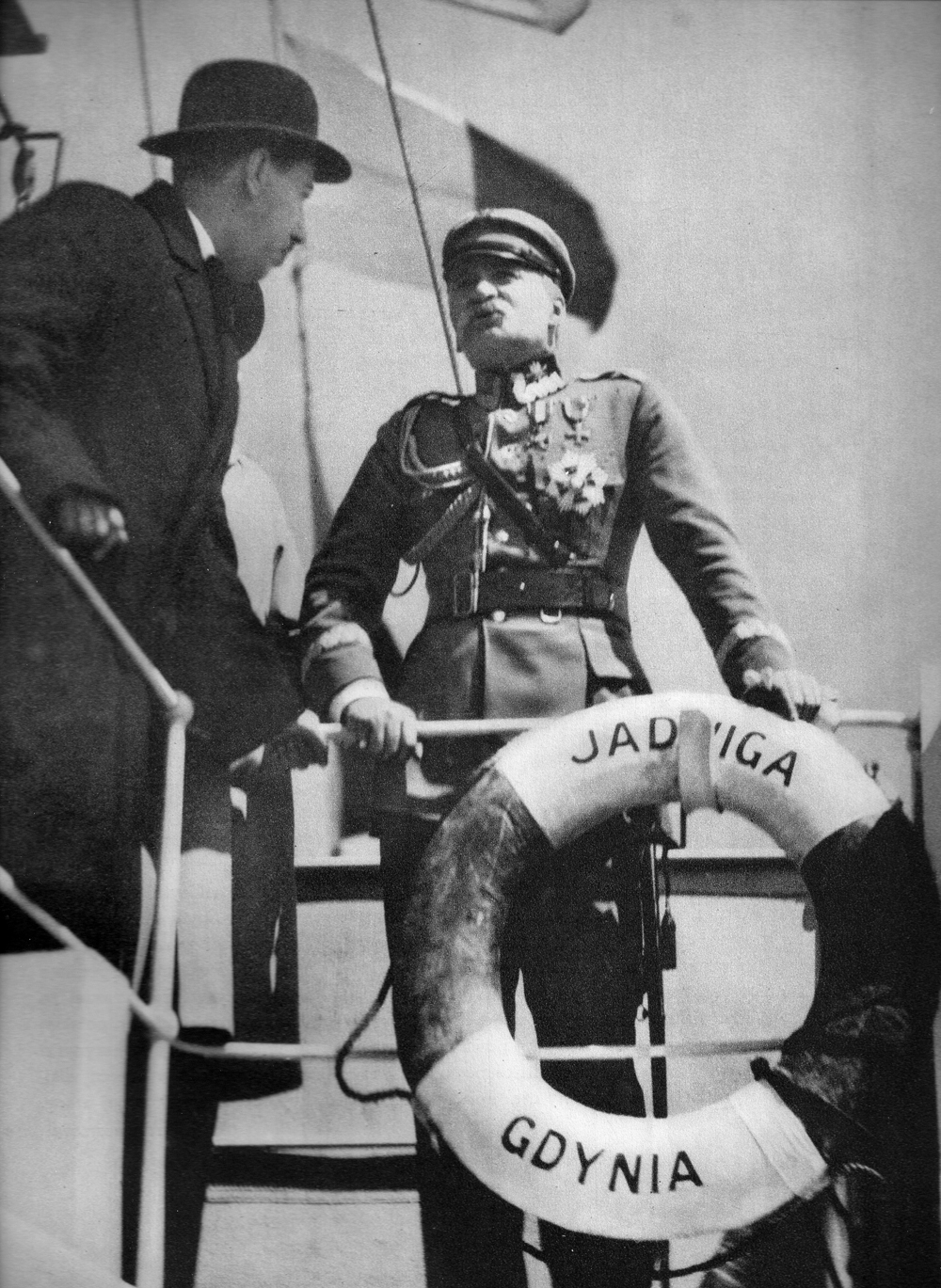
Marsz. Piłsudski i min. Kwiatkowski zwiedzają port w 1930 r.

Kalendarium historii Gdyni – chronologiczne zestawienie najważniejszych faktów z dziejów miasta.

## Historia

### Do 1918 roku
- 1013 – budowa drewnianej kaplicy na Kępie Oksywskiej
- 1209 – pierwsza informacja o wsi, podarowanej zakonowi norbertanek z Żukowa przez Mściwoja I
- 1253 – wzmianka o wsi, wymienionej z nazwy (zapisana jako Gdina), przynależącej do parafii Oksywie
- 1308 – wieś opanowana przez Krzyżaków
- 1316 – własność oliwskich cystersów, później przeszła na własność panów z Rozecina
- 1382–1772 – własność klasztoru Kartuzów, po podarowaniu zakonowi wsi przez Jana z Różęcina
- 1466 – na mocy II pokoju toruńskiego wróciła z rąk Krzyżaków do Polski
- 1614 – uruchomienie jednej z trzech cegielni
- 1637 – zaślubiny Polski z morzem w Radłowie (obecnie Redłowo) na cześć Władysława IV
- od 1772 – pod zaborem pruskim
- 1820–1822 – budowa drogi bitej
- wrzesień 1870 – uruchomienie linii kolejowej z Gdańska przez Gdynię do Szczecina
- 1904 – otwarcie kąpieliska morskiego z Domem Kuracyjnym i drewnianym molo o długości 50 m.
- 1910 – budowa przystani rybackiej na Oksywiu

### Dwudziestolecie międzywojenne
- 28 listopada 1918 – utworzenie Marynarki Wojennej
- 1920 – przejęcie Gdyni i Pomorza dla Polski przez gen. Józefa Hallera
- 1921 – rozpoczęcie budowy portu i miasta
- 1922 – SS Gdynia, pierwszy pełnomorski statek z Gdynią jako portem macierzystym
- 1923
  - 29 kwietnia – poświęcenie molo i otwarcie „tymczasowego portu wojennego i schroniska dla rybaków”
  - 13 sierpnia – do portu zawinął pierwszy oceaniczny statek (francuski SS Kentucky)
- 3 maja 1924 – wyświęcenie Kościoła Najświętszej Marii Panny Królowej Polski
- 4 marca 1926 – uzyskanie praw miejskich (zostały nadane rozporządzeniem Rady Ministrów z dnia 10 lutego 1926)
- 1927 – uruchomienie komunikacji miejskiej
- 1928 – początek budowy linii kolejowej z Gdyni na Górny Śląsk
- 1929 – założenie klubu piłkarskiego Arka Gdynia
- 1930 - założenie klubu piłkarskiego Bałtyk Gdynia
- 1931 – Instytut Bałtycki w Toruniu otwiera oddział w Gdyni
  - 10 lipca 1932 – otwarcie stadionu piłkarskiego przy ulicy Ejsmonda
  - 31 lipca 1932 – po raz pierwszy w Gdyni zorganizowano Święto Morza
- 1933 – oddanie do użytku Dworca Morskiego
  - 1 maja 1935 – uruchomienie portu lotniczego Gdyni w Rumi
- 1936 – oddanie do użytku Domu Marynarza Szwedzkiego, Gmachu Sądu Rejonowego w Gdyni
- 1937 – oddanie do użytku Domu Żeglarza Polskiego
- 28 sierpnia 1938 – położono stępkę pod SS Olza, pierwszy budowany w Polsce statek pełnomorski

### Okres II wojny światowej

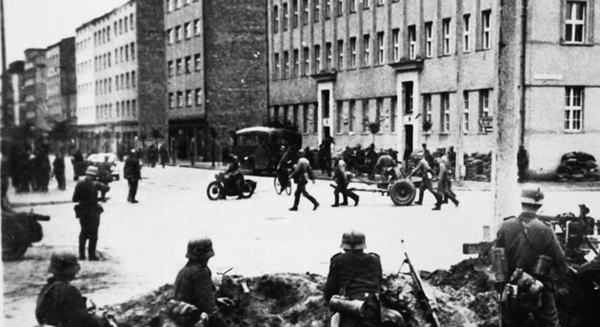
Niemcy na ulicach Gdyni po zajęciu miasta, 14 września 1939

- 1939 – obrona Gdyni (1–13 września) i Kępy Oksywskiej (1–19 września) pod dowództwem płk. Stanisława Dąbka
- 1939–1945
  - Niemcy zmienili nazwę na Gotenhafen („Port Gotów”), historyczna nazwa niemiecka Gdingen posiadała bowiem słowiańskie pochodzenie. Przeprowadzono masowe wysiedlenia Polaków, na których miejsce przybyli Niemcy
  - ośrodek konspiracji Armii Krajowej, Tajnego Hufca Harcerzy, Tajnej Organizacji Wojskowej i TOW „Gryf Pomorski”
  - okres wojny miasto przetrwało niemal nietknięte, natomiast port został doszczętnie zniszczony i zablokowany wrakami
- 1945
  - ucieczka Niemców na statkach, m.in. MS Wilhelm Gustloff
  - 28 marca – wkroczenie do miasta wojsk II Frontu Białoruskiego pod dowództwem marsz. K. Rokossowskiego, przy wsparciu I Brygady Pancernej im. Bohaterów Westerplatte
  - 8 kwietnia – zaślubiny z Bałtykiem żołnierzy I Brygady Pancernej im. Bohaterów Westerplatte

### Polska Ludowa
- 1945
  - 19 maja – wyszedł pierwszy numer Dziennika Bałtyckiego
  - 16 lipca – wpłynął pierwszy statek po zakończeniu wojny – s/s Suomen Neito
  - 21 września – do portu zawinął pierwszy wracający z wojny polski statek, s/s Kraków
- 1946
  - 18 stycznia 1946 - utworzenie Oficerskiej Szkoły Marynarki Wojennej[1]
  - 23 lipca - z Gdyni wyrusza w swój pierwszy powojenny rejs "Dar Pomorza"[2]
- 1947
  - 3 stycznia 1947 – odznaczenie miasta orderem Krzyża Grunwaldu III klasy za bohaterską postawę ludności i jednostek wojskowych marynarki w obronie miasta we wrześniu 1939 roku[3]
  - 4 lipca 1947 – powrót z Wielkiej Brytanii ORP "Błyskawica" do portu w Gdyni[4]
- 30 marca 1949 - w czwartą rocznicę zdobycia Trójmiasta przez siły radzieckie, wspólnie obradujące Miejskie Rady Narodowe Gdańska, Gdyni i Sopotu specjalną uchwałą przyznały marszałkowi Rokossowskiemu tytuł Honorowego Obywatela Gdańska i Gdyni[5]
- 29 czerwca 1952 – pierwszy raz w kraju odbywają się w Gdyni centralne uroczystości Dnia Stoczniowca[6]
- 7 sierpnia 1952 – rozpoczął się proces oskarżonych o tzw. „spisek komandorów”
- 28 grudnia 1955 - otwarcie nowego budynku dworca kolejowego[7]
- 26 czerwca 1960 – udostępnienie muzeum ORP Burza do zwiedzania
- 25 czerwca 1969 – oddanie do użytku Bulwaru Nadmorskiego
- 1970 – strajki i demonstracje robotników (Pomnik Ofiar Grudnia 1970)
- 21 czerwca 1971 – otwarcie Muzeum Oceanograficznego i Akwarium Morskiego MIR
- 1974 – zlot żaglowców (regaty Tall Ships Races)
- 1 maja 1976 – otwarcie okrętu muzeum ORP Błyskawica przy Skwerze Kościuszki
- 1979 – zdobycie piłkarskiego Pucharu Polski przez klub Arka Gdynia
- 1980 – strajki („Solidarność”)
- 4 lipca 1982 – formalne wycofanie ze służby Daru Pomorza i przeniesienie bandery na STS Dar Młodzieży
- 20 maja 1985 – zmarł Karol Olgierd Borchardt, kapitan ż.w., nauczyciel akademicki, pisarz marynista
- 1987 – wizyta papieża Jana Pawła II i msza na al. Zjednoczenia (obecnie al. Jana Pawła II) i na skwerze Kościuszki

### III RP

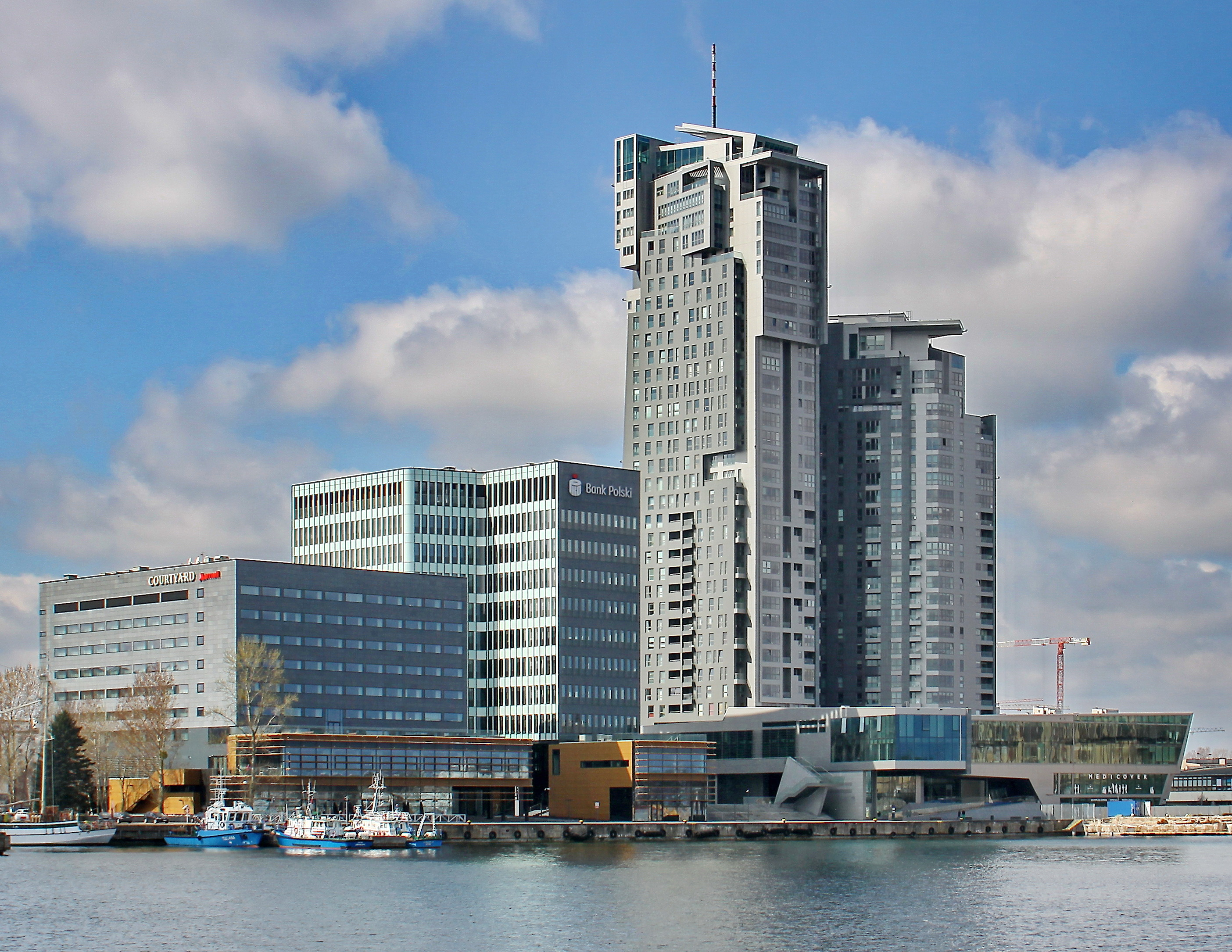
Najwyższa budowla Gdyni – Sea Towers

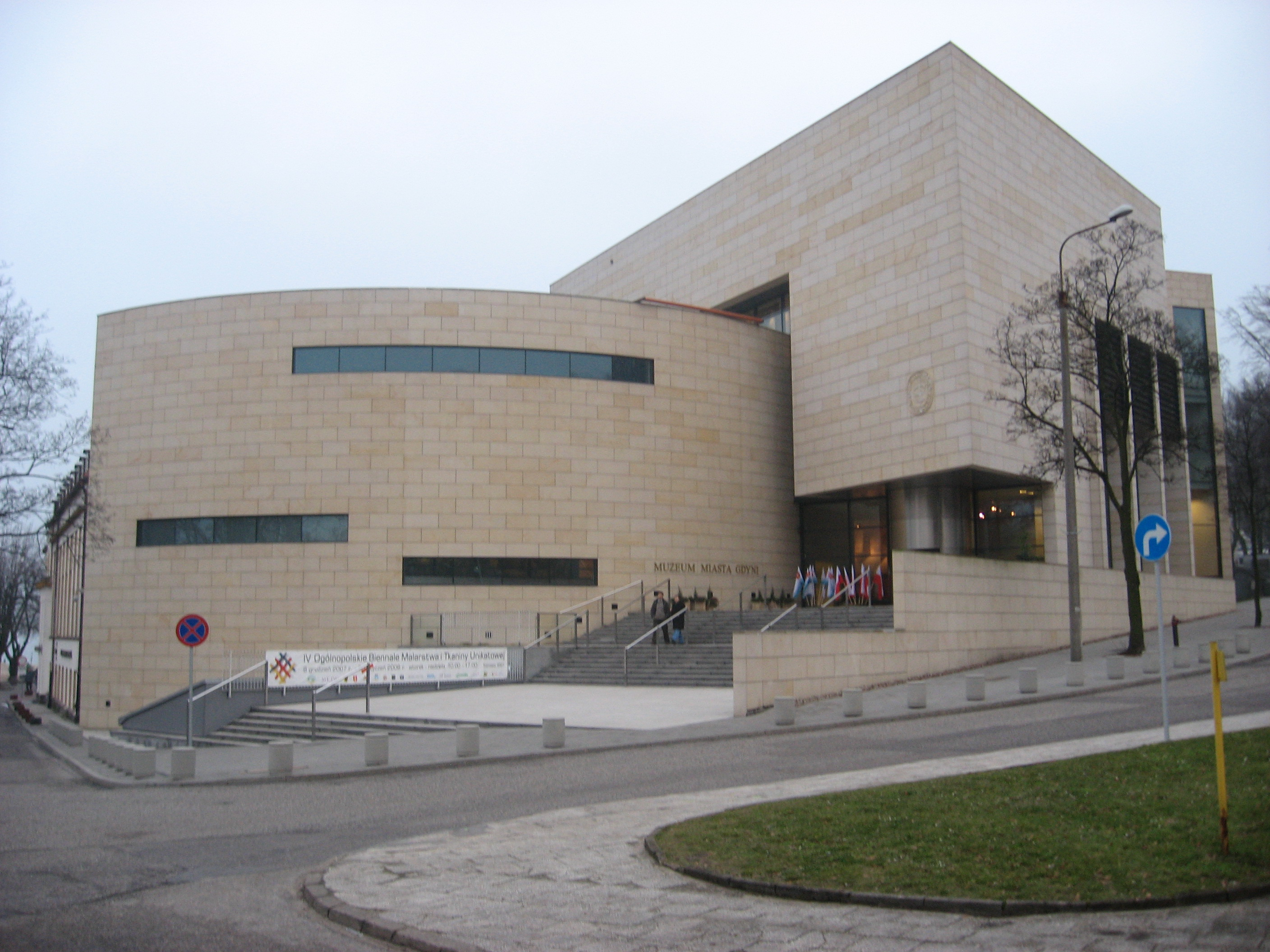
Nowa siedziba Muzeum Miasta Gdyni

- 1990 – otwarcie linii promowej do Karlskrony
- 27 maja 1991 – pierwsza po wojnie wizyta trzech niemieckich okrętów wojennych
- 7–10 sierpnia 1992 – zlot żaglowców (regaty Cutty Sark Tall Ships’ Races – Operacja Żagiel)
- 1993 – odsłonięcie Pomnika Ofiar Grudnia '70
- 1995 – nadanie Złotych Gwiazd Partnerstwa przez Komisję Europejską
- 1996
  - 15 sierpnia – przekazanie Gdyni Honorowej Flagi Rady Europy
  - zdobycie pierwszego mistrzostwa Polski w koszykówce kobiet przez Wartę Gdynia
- 13 listopada 1998 – otwarcie drugiego etapu budowy Estakady Kwiatkowskiego
- 11 marca 2000 – nadanie Teatrowi Miejskiemu imienia Witolda Gombrowicza
- 2002 – otwarcie węzła Franciszki Cegielskiej
- 19–22 lipca 2003 – zlot żaglowców (regaty Cutty Sark Tall Ships’ Races – Operacja Żagiel)
- 2004
  - 26 maja – do Nadbrzeża Francuskiego w gdyńskim porcie zacumował wycieczkowiec Grand Princess, największa w historii portu jednostka (ponad 100 tys. jednostek tonażu)
  - zdobycie pierwszego mistrzostwa Polski w rugby union przez Arkę Gdynia
- 2006
  - 10 maja – wmurowanie kamienia węgielnego pod Sea Towers – najwyższy (139 m i 118 m) budynek mieszkalny w Polsce
  - 17 czerwca – oficjalne otwarcie kolejnego w Gdyni terminalu kontenerowego Gdynia Container Terminal
  - 7 grudnia – pierwsze wręczenie Nagrody Literackiej Gdynia
- 16 listopada 2007 – oficjalne otwarcie nowej siedziby Muzeum Miasta Gdyni przy ulicy Zawiszy Czarnego

- 2008

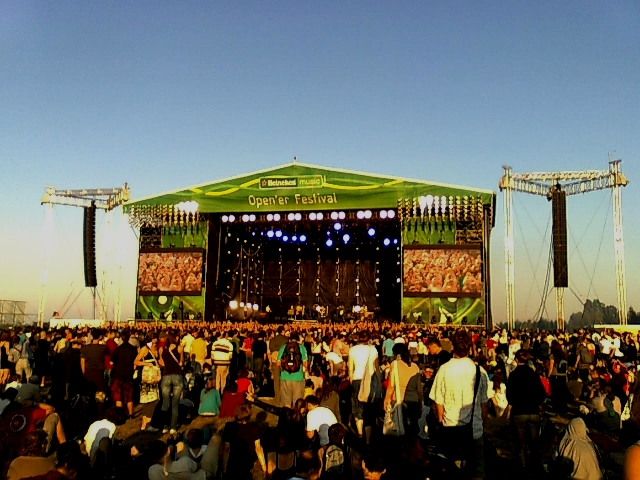
Open’er Festival 2009

  - 13 marca – otwarcie ostatniego odcinka Drogi Różowej (Gdyńskiej)
  - 6 czerwca – otwarcie przebudowanej ul. Wiśniewskiego
  - 12 czerwca – otwarcie po 34 latach budowy Estakady Kwiatkowskiego w docelowym przebiegu
- 2009
  - 2–5 lipca zlot żaglowców (regaty Tall Ships’ Races – Operacja Żagiel)
  - 2–5 lipca – jeden z największych festiwali muzycznych w Europie – Open’er Festival
  - przeniesienie drużyny Prokomu Trefla Sopot do Gdyni i zmiana nazwy na Asseco Prokom Gdynia
- 2010 – zdobycie pierwszego mistrzostwa Polski w koszykówce mężczyzn przez klub z Gdyni – Asseco Prokom Gdynia
- 15 lipca 2012 – zdobycie pierwszego mistrzostwa Polski w futbolu amerykańskim przez drużynę Seahawks Gdynia
- 2014 – RedBull Air Race Gdynia 2014